# A látogatók (televíziós sorozat)
A Látogatók (csehül Návštěvníci) egy csehszlovák ifjúsági sci-fi sorozat volt az 1980-as évek elején. Ota Hofman ötlete alapján Jindřich Polák rendezte. A zenéjét Karel Svoboda szerezte. Koprodukcióban készült, számos európai ország televíziója segédkezett az elkészültében. Hazáján és Magyarországon kívül Németországban (az NDK-ban) (Die Besucher és Adam '84 címen), Svájcban és Franciaországban vetítették.  Magyarországon 1986-ban került a képernyőre, majd 1988-ban és 1992-ben megismételték. Az NSZK-ban az ARD-n került adásba 1984-ben. Magyarországon 2015-ben az M3 televízió vetítette.

## Történet
|  | Alább a cselekmény részletei következnek! |

A 25. században, pontosabban a 2484. évben az emberek békében és szeretetben élnek, háborúk nélkül. A Fő Gondolkodó megjósolja, hogy a Földbe egy üstökös fog becsapódni, ezért négy embert visszaküld 1984-be, hogy megszerezzék az ekkor még csak 13 éves, későbbi Nobel-díjas tudós, Adam Bernau elveszett jegyzetfüzetét, amelyben a kontinensek, sőt egész bolygók eltolásának matematikai képlete található. A csapat (mely földmérőknek álcázva érkezik a 20. századba) Filip akadémikus vezénylete alatt áll össze, az időgépük egy 25. századi technikával erősen feltuningolt Lada Niva.

### Epizódok
| Cím | Írók       | Rendező        | bemutató | Epizódok |
| --- | ---------- | -------------- | -------- | -------- |
| "A Föld 2484-ben" (Zeme roku 2484) | Ota Hofman | Jindřich Polák | 1983     | 1        |
| 2484-et írunk, amikor a Föld lakossága teljes békében és egyetértésben él. A Központi Világagy hirtelen vészjelzést ad le, miszerint rövidesen egy üstökös fog a Földbe csapódni. A bolygó vezetői - Filip akadémikus javaslatára - úgy döntenek, hogy visszaküldenek egy expedíciót, az akkor 13 éves, későbbi Nobel-díjas tudós, Adam Bernau jegyzetfüzetéért, aki ekkor leírta a kontinensek, illetve a bolygók eltolásának matematikai képletét. |            |                |          |          |
| "Expedíció a múltba" (Výprava do minula) | Ota Hofman | Jindřich Polák | 1983     | 2        |
| Miután megtörténik a négy visszalátogató személy kiválasztása Filip akadémikus vezetésével az Adam Bernau múzeumban megkezdődik kiképzésük a 20. századi életre. Ezzel egy időben a technikai felkészülés, az utazáshoz szükséges időgép-autó felkészítése is megtörténik. |            |                |          |          |
| "A Látogatók megérkeznek" (Návstevníci pricházejí) | Ota Hofman | Jindřich Polák | 1983     | 3        |
| A 20. század nagy világégései megrémisztik a Látogatók csapatát, s ezért fellázadnak. Filip akadémikus a saját testi épségét is kockáztatja, hogy rábírja őket az együttműködésre. Végül elindul az expedíció. Noha a visszatérés az időben sikeres, de a Központi Világagy a helyszín meghatározásában tévedett, így egy sziklaorom tetejére helyezte az utazókat. Nagy nehézségek után sikerül lejutniuk a normál útra, s menet közben kiderül, hogy nem minden információ volt pontos, melyet a 25. században a 20. századról tudtak. Eközben Adam Bernau füzetét - melyben nem csak a kontinensek eltolásának képlete, hanem meztelen nők is vannak - apja elkobozza. Adam apja a pincében illegálisan pálinkát főz, s amikor Adam ide belép az égő gyertyájú tortájával az egész ház kigyullad. |            |                |          |          |
| "Cél: az első füzet" (Akce: Sesit 1) | Ota Hofman | Jindřich Polák | 1983     | 4        |
| Adamék háza lángokban áll, ide érkeznek a Látogatók tűzoltónak álcázva magukat. A visszaemlékezések, melyeket később Adam Bernau, mint Nobel-díjas professzor írt, pontatlannak bizonyulnak, mivel a füzet nincs a helyén, a rejtekhelyen, melyet hosszasan begyakoroltak. Az értékmentési munkálatok során a Professzor kezébe kerül a füzet, de ő mint értéktelent, átnézés nélkül a tűzbe dobja. A kutatás közben olyan szerencsétlenül sikerül a padlót felvágniuk, hogy az egész mennyezet leszakad. Ez alatt papírokat, füzeteket gyűjtenek, melyeket egy tó partján - melyben Kátharina a 25 század szokásainak megfelelően meztelenül fürdik - átnéznek. Mivel a fűrész elveszett, valamint a fűzet sincsen meg továbbra is a 20. században kell maradniuk.                                  |            |                |          |          |

## Szereplők
- Josef Bláha          – Jan Richard (Filip, akadémikus)
- Josef Dvorák         – Emil Karas (Leo Kane)
- Jiří Novotný         – Michal Noll (Dr. Jacques Michell)
- Dagmar Patrasová     – Kátharina Jandová (Emilia Fernandez)
- Vlastimil Brodský    – Alois Drahoslav Drchlík
- Viktor Král          – Adam Bernau
- Dagmar Veškrnová     – Alice Bernauová
- Evžen Jegorov        – Karel Bernau
- Klára Pollertová     – Ali Lábusová
- Jitka Molavcová      – Menajera Heli Lenchen
- Jan Hartl            – Petr Malát, riporter
- Vladimír Mensík      – Vyskocil, rendőr
- Jiří Lábus           – rendőr
- Dana Bartúnková      – Dr. Olga
- Jaroslav Rozsíval    – Dr. Kraser

## Fordítás
- Ez a szócikk részben vagy egészben  a   Návštěvníci_(seriál) című cseh Wikipédia-szócikk ezen változatának fordításán alapul.  Az eredeti cikk szerkesztőit annak laptörténete sorolja fel. Ez a jelzés csupán a megfogalmazás eredetét és a szerzői jogokat jelzi, nem szolgál a cikkben szereplő információk forrásmegjelöléseként.

## Külső hivatkozások
- A Látogatók honlapja
- Expedition Adam 2007 (németül)
- Expedition Adam 84 (németül)
- Návštěvníci